# Ibrianu, Brăila
Ibrianu este un sat în comuna Grădiștea din județul Brăila, Muntenia, România. Satul a luat ființă odată cu o împroprietărire ce a avut loc în 1892.